# Eurojust

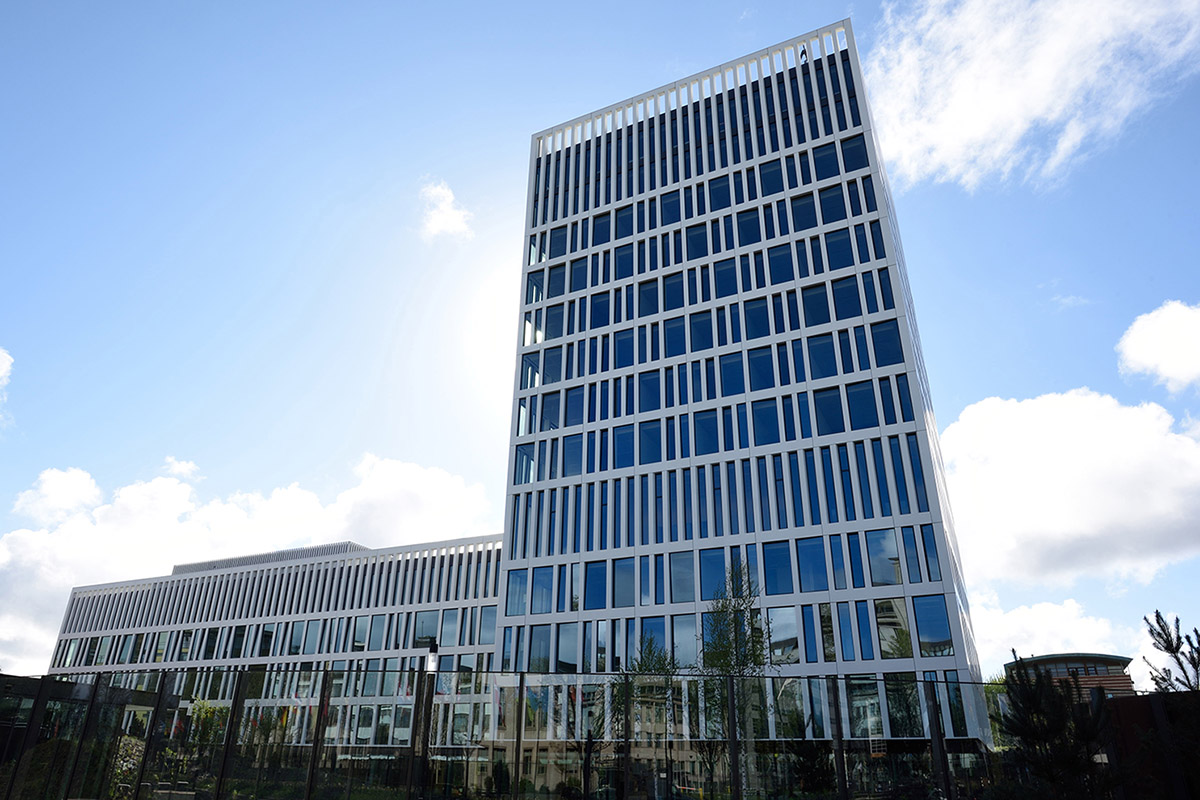
Eurojusts säte i Haag, Nederländerna.

Europeiska unionens byrå för straffrättsligt samarbete, eller Eurojust, är en europeisk byrå, som grundades 2002 och har sitt säte i Haag i Nederländerna. Eurojust har till uppdrag att stärka det europeiska samarbetet mot grov gränsöverskridande brottslighet som berör två eller flera av EU:s medlemsstater genom att stimulera och förbättra samordningen och samarbetet mellan medlemsstaternas nationella myndigheter samt verka för att effektivisera utredningar och rättsliga åtgärder inom Eurojusts behörighetsområde.
Enheten har ett hundratal anställda och dess budget för verksamhetsåret 2007 uppgår till cirka 180 miljoner kronor (18,9 miljoner euro). Under år 2006 registrerade de nationella medlemmarna 771 ärenden hos Eurojust, varav bedrägeri och svindleri, narkotikahandel samt brott mot egendom eller offentliga varor utgjorde de vanligaste ärendetyperna. Eurojust har ett nära samarbete med bland annat Europol och Europeiska åklagarmyndigheten.
I november 2018 antogs en förordning som ändrar bestämmelserna kring Eurojust. De nya bestämmelserna trädde i kraft den 12 december 2018 och blev tillämpliga den 12 december 2019. Eurojusts officiella namn ändrades då från Europeiskt organ för förstärkning av samarbetet på det rättsliga området till det nuvarande. Reformen innebar bland annat att Eurojust fick samma rättsliga status som övriga EU-byråer. Den nya förordningen omfattar inte Danmark, som står helt utanför området med frihet, säkerhet och rättvisa. Däremot omfattas Irland och Storbritannien efter att dessa länder begärt att få göra det (de hade annars haft rätt att stå utanför förordningen till skillnad från övriga medlemsstater).